# Ambialet
Ambialet (en occitan : Ambialet), est une commune française située dans le département du Tarn, en région Occitanie. Sur le plan historique et culturel, la commune est dans le Ségala, un territoire s'étendant sur les départements du Tarn et de l'Aveyron, constitué de longs plateaux schisteux, morcelés d'étroites vallées.
Exposée à un climat méditerranéen altéré, elle est drainée par le Tarn, le Ruisseau d'Aygou, le Ruisseau de Blasou, le Ruisseau de la Broncarié, le ruisseau de Cézens, le ruisseau de Lagouste et par divers autres petits cours d'eau. La commune possède un patrimoine naturel remarquable composé de trois zones naturelles d'intérêt écologique, faunistique et floristique.
Ambialet est une commune rurale qui compte 470 habitants en 2022, après avoir connu un pic de population de 3 623 habitants en 1831. Elle fait partie de l'aire d'attraction d'Albi. Ses habitants sont appelés les Ambialetois ou  Ambialetoises.

## Géographie

### Localisation
Commune située à l'est d'Albi.

### Communes limitrophes
Les communes limitrophes sont  Assac, Courris, Le Fraysse, Saint-André, Saint-Cirgue, Sérénac et Villefranche-d'Albigeois.
| Sérénac                  | Saint-Cirgue | Courris, Assac |
| Villefranche-d'Albigeois | Ambialet     | Saint-André    |
|                          | Le Fraysse   |                |

### Hameaux et lieux-dits
Le village est divisé en deux parties :
- Ambialet le Bas : avant la Révolution, c'était le siège de la vicomté ; deux bacs assuraient les communications en direction de Valence et Courris jusqu'à la construction des ponts après 1900. La porte de l'holmière protège le village des crues du Tarn. Un sentier à travers les maisons conduit à l'église Saint-Gilles, édifice gothique incendié en 1568, restauré en 1994-1995 et utilisé comme lieu d'expositions. Au sommet de la presqu'île s'élève le prieuré, un monastère, et son église romane du XIe siècle.
- La Vaute : le bout de la presqu'île
- Ambialet le Haut : siège administratif de la commune dominé par les ruines du château seigneurial « le Castella », auquel on accède par un sentier qui vous conduira ensuite à Saint-Raphaël (antennes de télévision), d'où l'on peut admirer un panorama exceptionnel.
- La Condomine : petit hameau aux maisons imbriquées autour de l'église Saint-Pierre au clocher roman remarquable. Là se trouvent aussi la salle communale, le court de tennis et une aire de pique-nique.
- Bonneval : hameau traversé par le GR 36 où l'on découvre les ruines d'un ancien château ; l'église est dédiée à sainte Carrissime

D'autres petits hameaux forment cette commune très étendue ; son activité principale est agricole sur les plateaux et touristique auprès de la rivière.

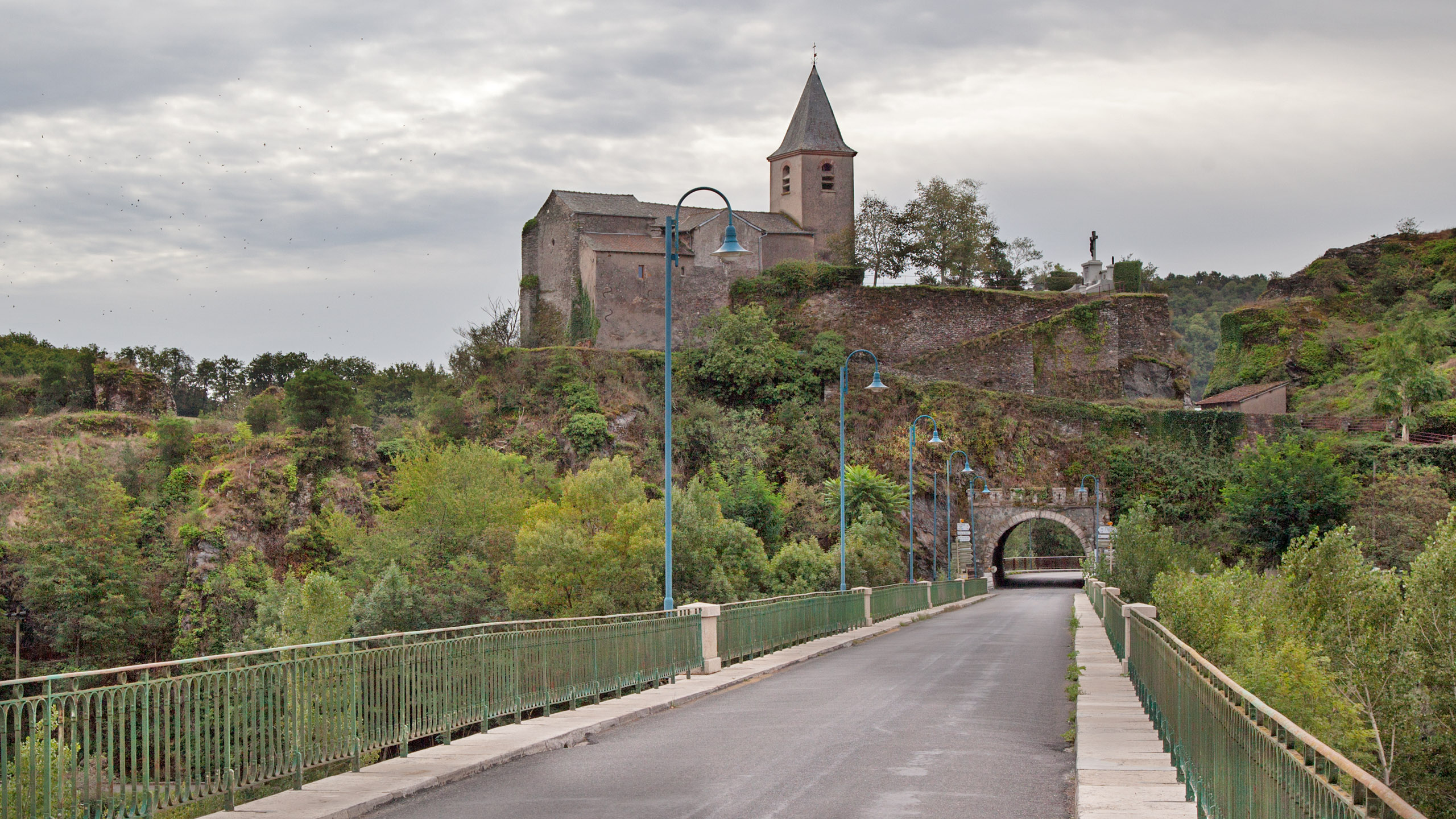
Le pont sur le Tarn et l'église St Gilles
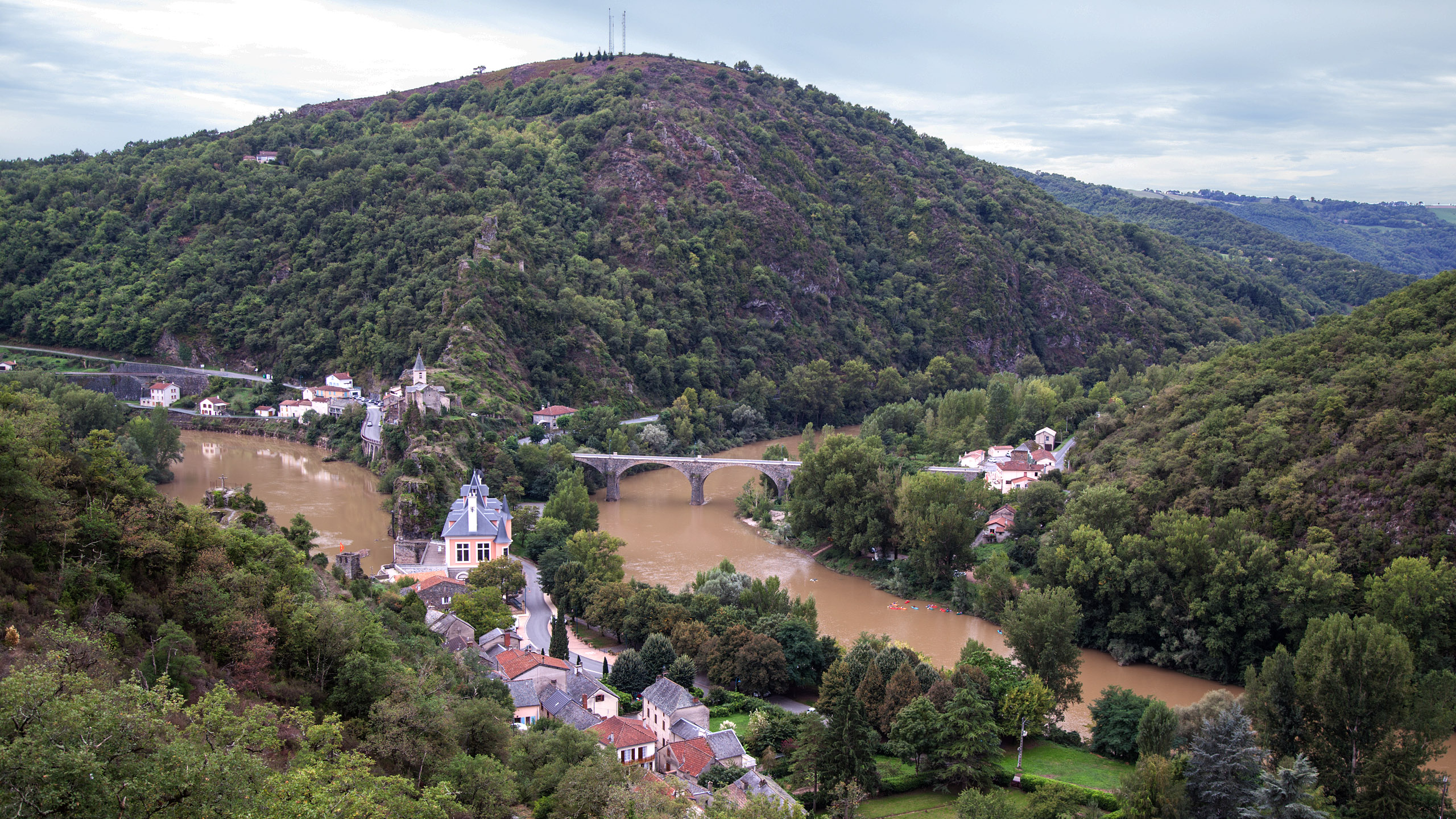
Ambialet le Bas
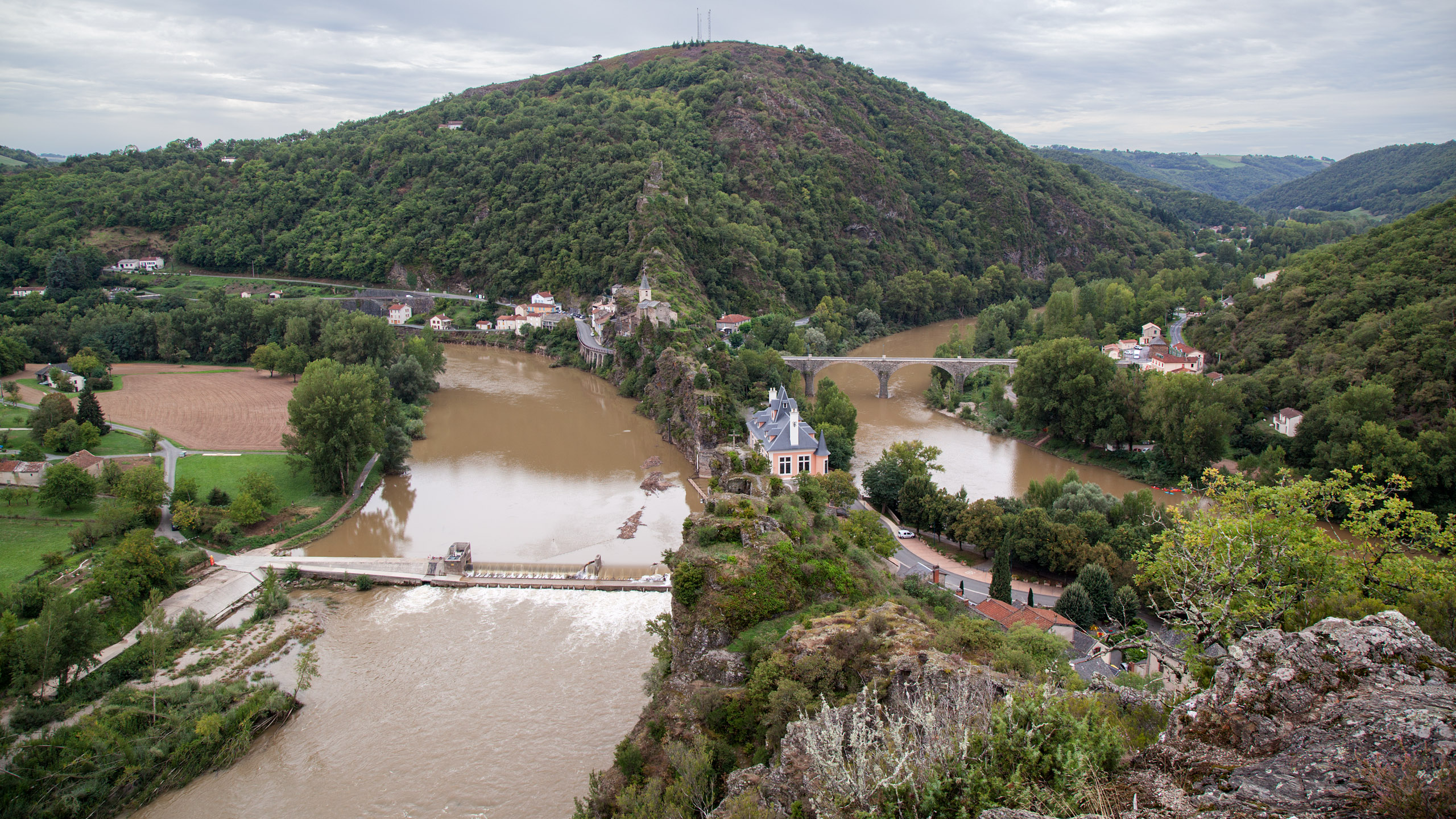
Au centre la centrale électrique
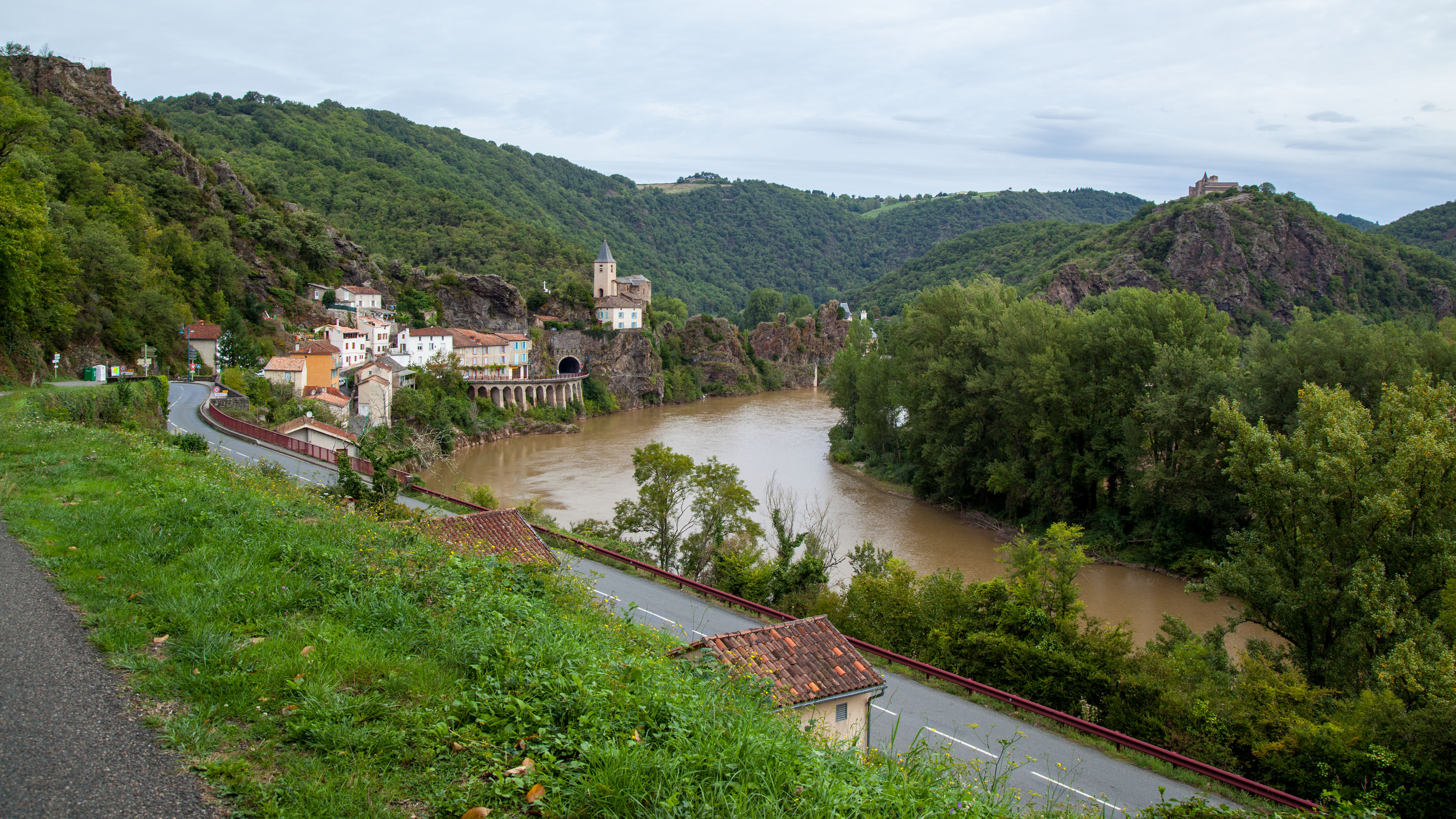
Sur la colline à droite le prieuré Notre-Dame de l'Oder d'Ambialet
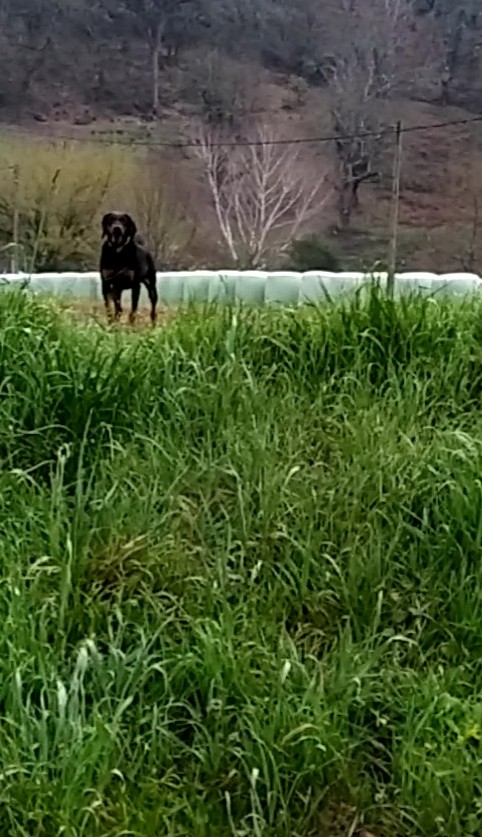
Chemin de Garceval

### Géologie et relief
Le site est le résultat des caprices du Tarn : l'un de ses méandres, long de 3 km, enlace l'aiguille schisteuse de la presqu'île d'Ambialet sur laquelle est bâti le bourg, réunissant ainsi les cours supérieur et inférieur en un isthme d'une trentaine de mètres seulement.

### Voies de communication et transports
La commune est desservie par la ligne 708 du réseau régional liO, la reliant à Albi et à Lacaune.

### Hydrographie
La commune est dans le bassin de la Garonne, au sein du bassin hydrographique Adour-Garonne. Elle est drainée par le Tarn, le ruisseau d'Aygou, le ruisseau de Blasou, le ruisseau de la Broncarié, le ruisseau de Cézens, le ruisseau de Lagouste, un bras du Tarn, le ruisseau de Cambounet, le ruisseau de la Cayrelié, le ruisseau de la Resse, le ruisseau du Gazet, le ruisseau du Riou Vieil et par divers petits cours d'eau, qui constituent un réseau hydrographique de 40 km de longueur totale,.
Le Tarn, d'une longueur totale de 380 km, prend sa source sur le mont Lozère, dans le nord de la commune du Pont de Montvert - Sud Mont Lozère en Lozère, et se jette dans la Garonne à Saint-Nicolas-de-la-Grave, en Tarn-et-Garonne.
Le ruisseau d'Aygou, d'une longueur totale de 15,8 km, prend sa source dans la commune de Valence-d'Albigeois et s'écoule du nord-est au sud-ouest. Il se jette dans le Tarn sur le territoire communal, après avoir traversé 5 communes.

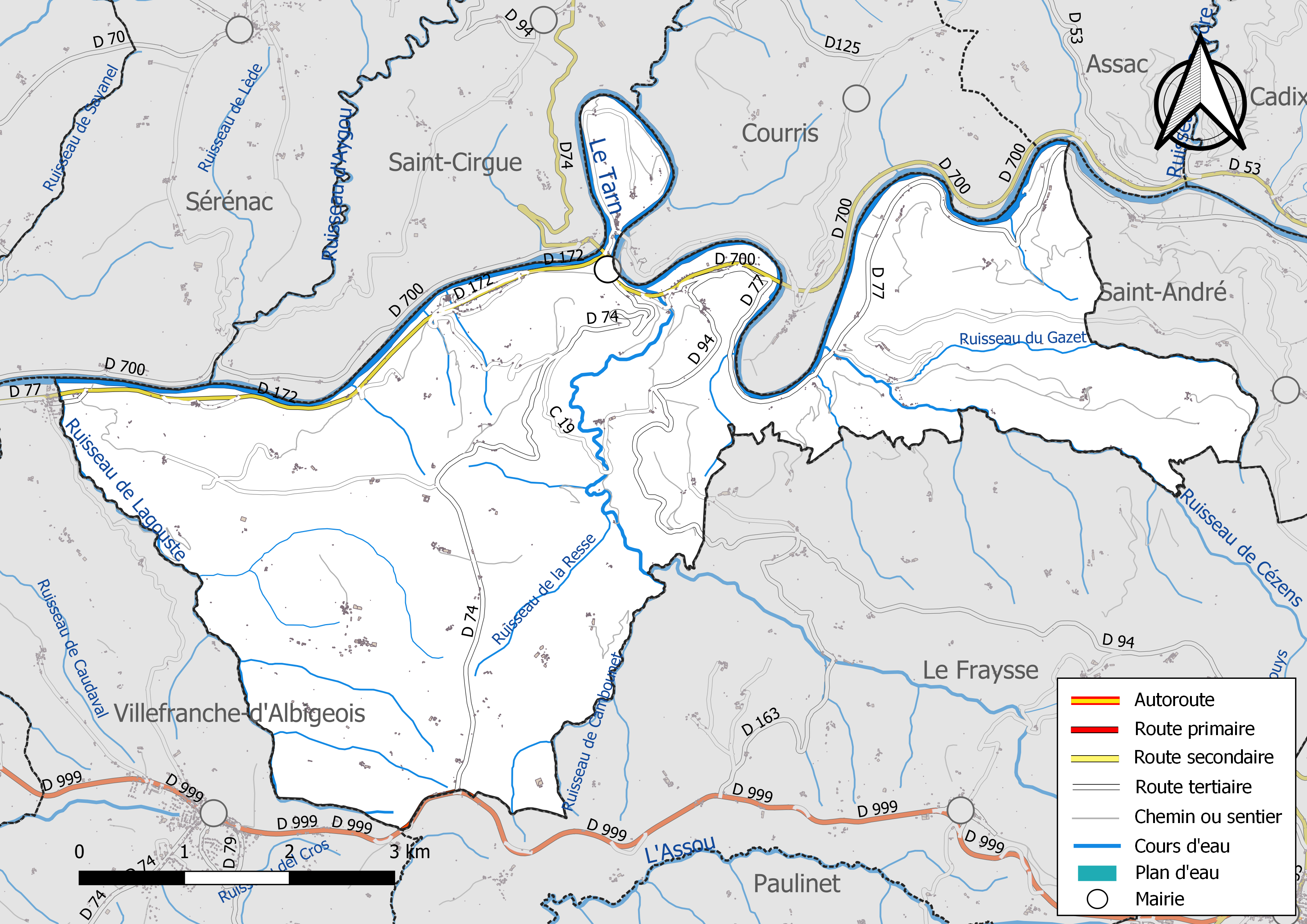
Réseaux hydrographique et routier d'Ambialet.

Le ruisseau de Blasou, d'une longueur totale de 12,7 km, prend sa source dans la commune d'Alban et s'écoule du sud-est vers le nord-ouest puis vers le nord. Il se jette dans le Tarn sur le territoire communal, après avoir traversé 3 communes.
Le ruisseau de la Broncarié, d'une longueur totale de 15,2 km, prend sa source dans la commune du Dourn et s'écoule du nord-est au sud-ouest. Il se jette dans le Tarn sur le territoire communal, après avoir traversé 6 communes.

### Climat
Pour des articles plus généraux, voir Climat de l'Occitanie et Climat du Tarn.
En 2010, le climat de la commune est de type climat du Bassin du Sud-Ouest, selon une étude du Centre national de la recherche scientifique s'appuyant sur une série de données couvrant la période 1971-2000. En 2020, Météo-France publie une typologie des climats de la France métropolitaine dans laquelle la commune est exposée à un climat océanique altéré et est dans la région climatique Sud-est du Massif Central, caractérisée par une pluviométrie annuelle de 1 000 à 1 500 mm, minimale en été, maximale en automne.
Pour la période 1971-2000, la température annuelle moyenne est de 13,1 °C, avec une amplitude thermique annuelle de 15,7 °C. Le cumul annuel moyen de précipitations est de 754 mm, avec 9,9 jours de précipitations en janvier et 6,2 jours en juillet. Pour la période 1991-2020, la température moyenne annuelle observée sur la station météorologique de Météo-France la plus proche, « Bastide Solages », sur la commune de La Bastide-Solages à 12 km à vol d'oiseau, est de 13,5 °C et le cumul annuel moyen de précipitations est de 950,8 mm. 
La température maximale relevée sur cette station est de 40 °C, atteinte le 29 juin 2019 ; la température minimale est de −13 °C, atteinte le 12 janvier 1987,,.
Les paramètres climatiques de la commune ont été estimés pour le milieu du siècle (2041-2070) selon différents scénarios d'émission de gaz à effet de serre à partir des nouvelles projections climatiques de référence DRIAS-2020. Ils sont consultables sur un site dédié publié par Météo-France en novembre 2022.

### Milieux naturels et biodiversité
L’inventaire des zones naturelles d'intérêt écologique, faunistique et floristique (ZNIEFF) a pour objectif de réaliser une couverture des zones les plus intéressantes sur le plan écologique, essentiellement dans la perspective d’améliorer la connaissance du patrimoine naturel national et de fournir aux différents décideurs un outil d’aide à la prise en compte de l’environnement dans l’aménagement du territoire.
Deux ZNIEFF de type 1 sont recensées sur la commune :
la « rivière Tarn (partie Aveyron) » (2 381 ha), couvrant 41 communes dont 25 dans l'Aveyron et 16 dans le Tarn, et 
la « vallée du Tarn de puech Mergou à Gaycre » (2 562 ha), couvrant 11 communes du département
et une ZNIEFF de type 2, : 
la « vallée du Tarn, amont » (36 322 ha), couvrant 57 communes dont 31 dans l'Aveyron, une dans la Lozère et 25 dans le Tarn.

Carte des ZNIEFF de type 1 et 2 à Ambialet.
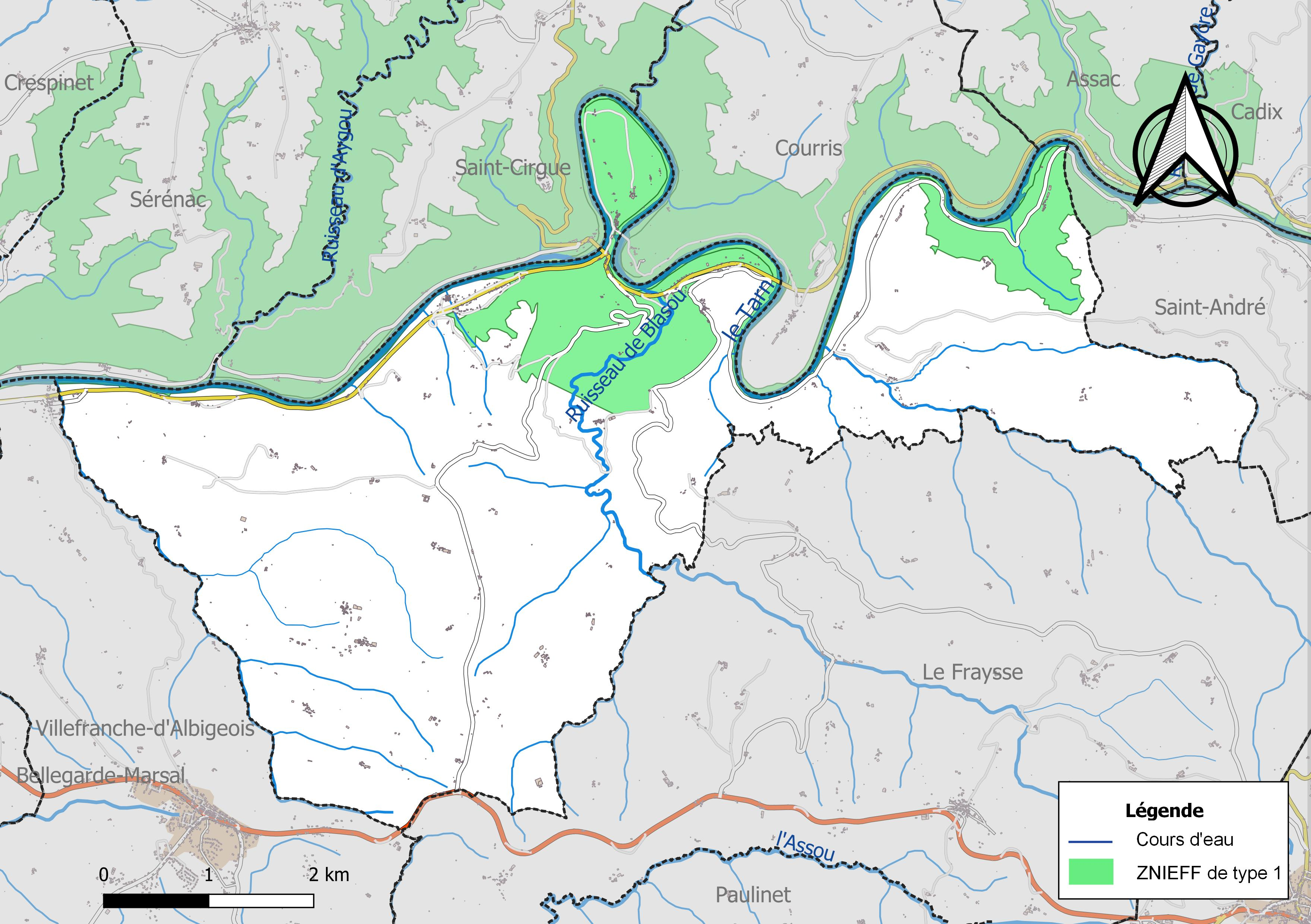
Carte des ZNIEFF de type 1 sur la commune.
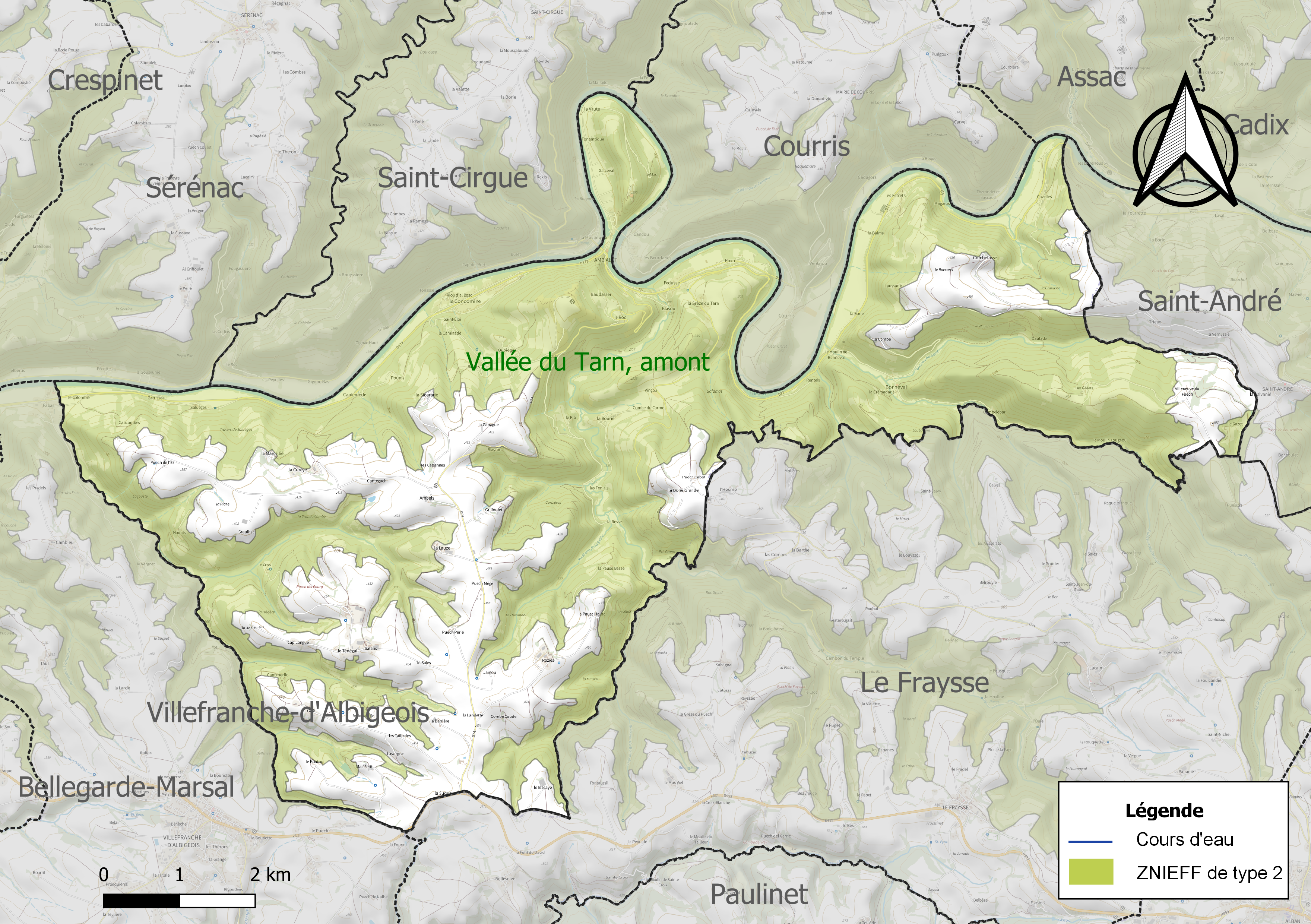
Carte de la ZNIEFF de type 2 sur la commune.

## Urbanisme

### Typologie
Au 1er janvier 2024, Ambialet est catégorisée commune rurale à habitat très dispersé, selon la nouvelle grille communale de densité à sept niveaux définie par l'Insee en 2022.
Elle est située hors unité urbaine. Par ailleurs la commune fait partie de l'aire d'attraction d'Albi, dont elle est une commune de la couronne,. Cette aire, qui regroupe 91 communes, est catégorisée dans les aires de 50 000 à moins de 200 000 habitants,.

### Occupation des sols
L'occupation des sols de la commune, telle qu'elle ressort de la base de données européenne d’occupation biophysique des sols Corine Land Cover (CLC), est marquée par l'importance des forêts et milieux semi-naturels (50,8 % en 2018), une proportion sensiblement équivalente à celle de 1990 (50,2 %). La répartition détaillée en 2018 est la suivante : 
forêts (49,7 %), zones agricoles hétérogènes (37,1 %), prairies (12,1 %), milieux à végétation arbustive et/ou herbacée (1,1 %). L'évolution de l’occupation des sols de la commune et de ses infrastructures peut être observée sur les différentes représentations cartographiques du territoire : la carte de Cassini (XVIIIe siècle), la carte d'état-major (1820-1866) et les cartes ou photos aériennes de l'IGN pour la période actuelle (1950 à aujourd'hui).

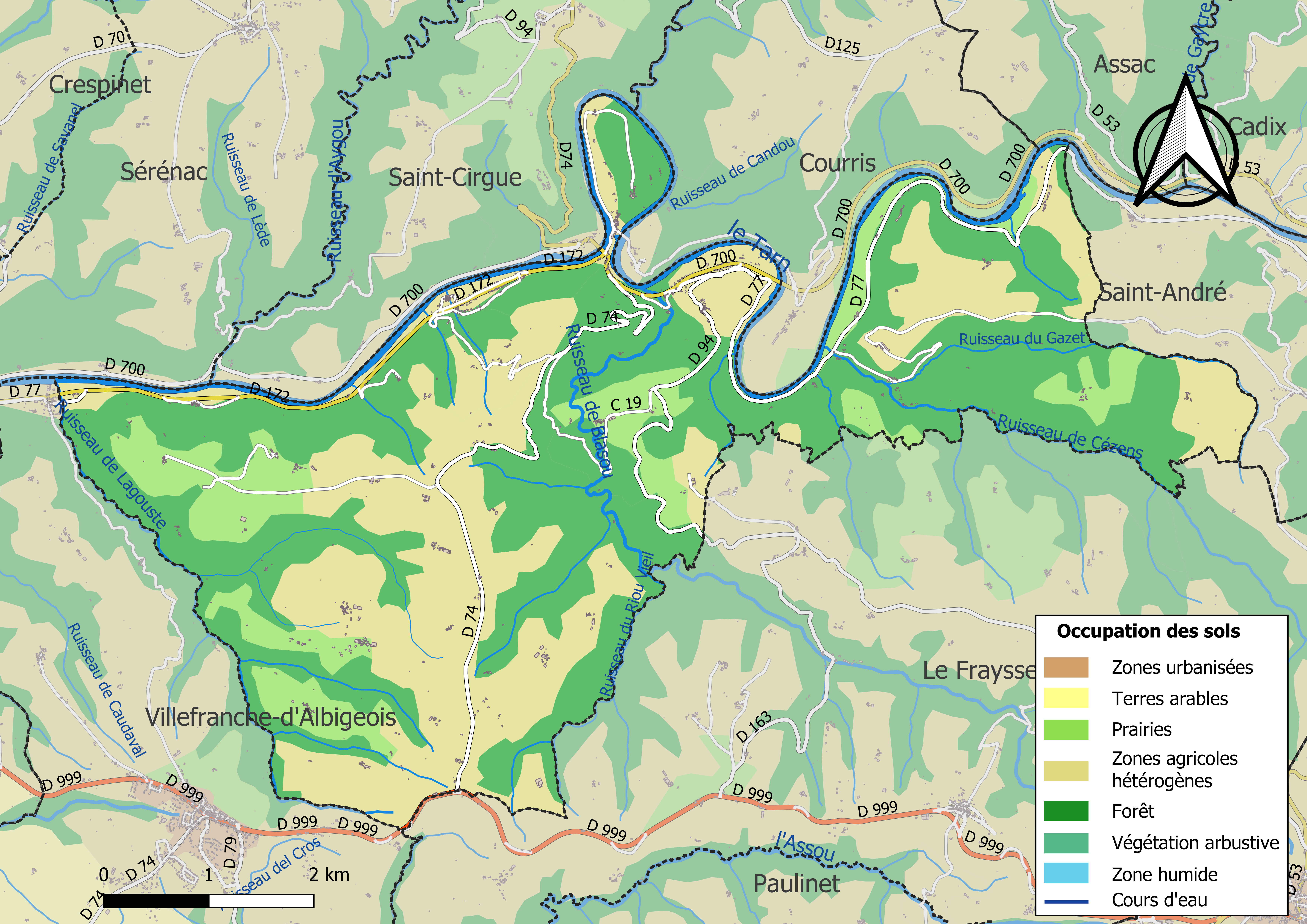
Carte des infrastructures et de l'occupation des sols de la commune en 2018 (CLC).

### Risques majeurs
Le territoire de la commune d'Ambialet est vulnérable à différents aléas naturels : météorologiques (tempête, orage, neige, grand froid, canicule ou sécheresse), inondations, feux de forêts, mouvements de terrains et séisme (sismicité très faible). Il est également exposé à un risque technologique, le transport de matières dangereuses, et à un risque particulier : le risque de radon. Un site publié par le BRGM permet d'évaluer simplement et rapidement les risques d'un bien localisé soit par son adresse soit par le numéro de sa parcelle.

#### Risques naturels
Certaines parties du territoire communal sont susceptibles d’être affectées par le risque d’inondation par débordement de cours d'eau, notamment le Tarn, le ruisseau de Blasou, le ruisseau de la Broncarié et le ruisseau d'Aygou. La cartographie des zones inondables en ex-Midi-Pyrénées réalisée dans le cadre du XIe Contrat de plan État-région, visant à informer les citoyens et les décideurs sur le risque d’inondation, est accessible sur le site de la DREAL Occitanie. La commune a été reconnue en état de catastrophe naturelle au titre des dommages causés par les inondations et coulées de boue survenues en 1982, 1994, 1996, 2003 et 2014,.
Ambialet est exposée au risque de feu de forêt du fait de la présence sur son territoire. En 2022, il n'existe pas de Plan de Prévention des Risques incendie de forêt (PPRif). Le débroussaillement aux abords des maisons constitue l’une des meilleures protections pour les particuliers contre le feu,.

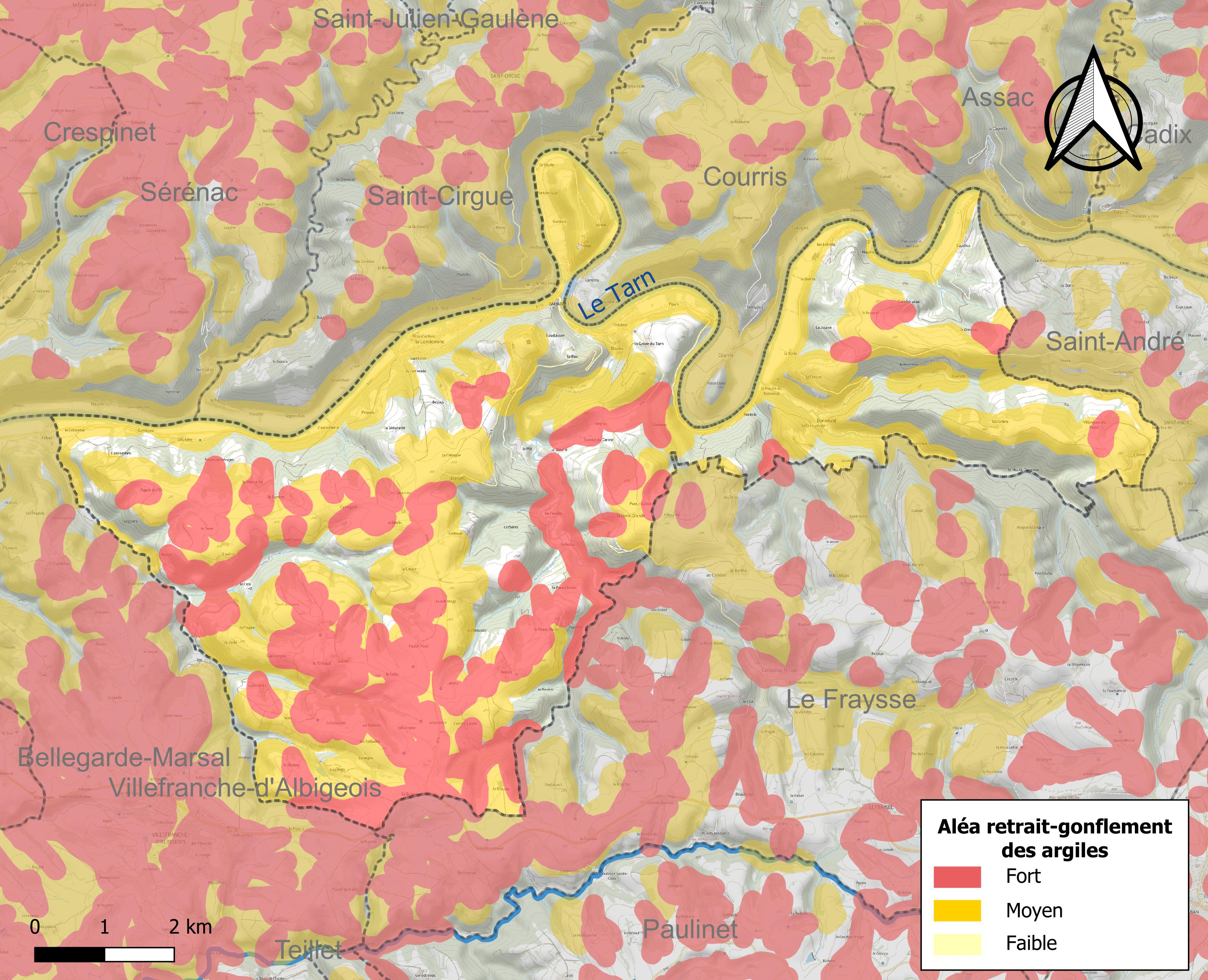
Carte des zones d'aléa retrait-gonflement des sols argileux d'Ambialet.

La commune est vulnérable au risque de mouvements de terrains constitué principalement du retrait-gonflement des sols argileux. Cet aléa est susceptible d'engendrer des dommages importants aux bâtiments en cas d’alternance de périodes de sécheresse et de pluie. 71,2 % de la superficie communale est en aléa moyen ou fort (76,3 % au niveau départemental et 48,5 % au niveau national). Sur les 345 bâtiments dénombrés sur la commune en 2019, 295 sont en aléa moyen ou fort, soit 86 %, à comparer aux 90 % au niveau départemental et 54 % au niveau national. Une cartographie de l'exposition du territoire national au retrait gonflement des sols argileux est disponible sur le site du BRGM,.
Par ailleurs, afin de mieux appréhender le risque d’affaissement de terrain, l'inventaire national des cavités souterraines permet de localiser celles situées sur la commune.

#### Risques technologiques
Le risque de transport de matières dangereuses sur la commune est lié à sa traversée par des infrastructures routières ou ferroviaires importantes ou la présence d'une canalisation de transport d'hydrocarbures. Un accident se produisant sur de telles infrastructures est susceptible d’avoir des effets graves sur les biens, les personnes ou l'environnement, selon la nature du matériau transporté. Des dispositions d’urbanisme peuvent être préconisées en conséquence.

#### Risque particulier
Dans plusieurs parties du territoire national, le radon, accumulé dans certains logements ou autres locaux, peut constituer une source significative d’exposition de la population aux rayonnements ionisants. Certaines communes du département sont concernées par le risque radon à un niveau plus ou moins élevé. Selon la classification de 2018, la commune d'Ambialet est classée en zone 2, à savoir zone à potentiel radon faible mais sur lesquelles des facteurs géologiques particuliers peuvent faciliter le transfert du radon vers les bâtiments.

## Toponymie
Le nom de la ville est attesté sous les formes Ambiledo en 1070, et Ambiletum en 1112, du gaulois ambi « autour de » et de ledo « reflux », dont le sens serait « qui coule autour », pour désigner le méandre.

## Histoire
Ambialet a été une des deux vicomtés de l'Albigeois, dont l'origine est le siège d'une viguerie carolingienne. L'autre était la vicomté de Lautrec.
À partir du Xe siècle, Ambialet est le fief d'origine de la puissante Maison Trencavel. En effet, la « capitale » de la vicomté d'Albi est à cette époque Ambialet, jusqu’aux années 1060-1070, avant que par mariage les vicomtes déplacent le centre du pouvoir dans les grandes cités plus au sud (Béziers et Carcassonne).

### Héraldique
| Ambialet | Son blasonnement est : Écartelé : au premier et au quatrième d'argent au château donjonné de sable maçonné du champ, au deuxième d'azur au sautoir d'or, au troisième d'or au lion de gueules. |

## Politique et administration
| Période                                  | Période   | Identité            | Étiquette | Qualité |
| ---------------------------------------- | --------- | ------------------- | --------- | ------- |
| mars 2001                                | mars 2008 | Jacques Garrier     | -         | -       |
| mars 2008                                | mai 2020  | Jean-Pierre Lefloch | -         | -       |
| mai 2020                                 | En cours  | Florence Durand     | -         | -       |
| Les données manquantes sont à compléter. |           |                     |           |         |

## Démographie
| 1793  | 1800  | 1806  | 1821  | 1831  | 1836  | 1841  | 1846  | 1851  |
| ----- | ----- | ----- | ----- | ----- | ----- | ----- | ----- | ----- |
| 2 877 | 2 335 | 3 087 | 3 427 | 3 623 | 3 141 | 3 271 | 3 360 | 3 206 |

| 1856  | 1861  | 1866  | 1872  | 1876  | 1881  | 1886  | 1891  | 1896  |
| ----- | ----- | ----- | ----- | ----- | ----- | ----- | ----- | ----- |
| 3 358 | 3 221 | 3 325 | 2 833 | 2 746 | 2 798 | 2 779 | 2 544 | 2 504 |

| 1901  | 1906  | 1911  | 1921  | 1926  | 1931  | 1936  | 1946 | 1954 |
| ----- | ----- | ----- | ----- | ----- | ----- | ----- | ---- | ---- |
| 2 592 | 2 150 | 2 422 | 2 102 | 1 736 | 1 653 | 1 574 | 657  | 614  |

| 1962 | 1968 | 1975 | 1982 | 1990 | 1999 | 2004 | 2006 | 2009 |
| ---- | ---- | ---- | ---- | ---- | ---- | ---- | ---- | ---- |
| 483  | 470  | 444  | 405  | 386  | 381  | 436  | 439  | 444  |

| 2014 | 2019 | 2022 | - | - | - | - | - | - |
| ---- | ---- | ---- | - | - | - | - | - | - |
| 459  | 467  | 470  | - | - | - | - | - | - |

## Économie

### Revenus
En 2018, la commune compte 203 ménages fiscaux, regroupant 452 personnes. La médiane du revenu disponible par unité de consommation est de 17 380 € (20 400 € dans le département).

### Emploi
|                | 2008   | 2013  | 2018 |
| -------------- | ------ | ----- | ---- |
| Commune        | 12,1 % | 6,1 % | 10 % |
| Département    | 8,2 %  | 9,9 % | 10 % |
| France entière | 8,3 %  | 10 %  | 10 % |

En 2018, la population âgée de 15 à 64 ans s'élève à 279 personnes, parmi lesquelles on compte 79,4 % d'actifs (69,4 % ayant un emploi et 10 % de chômeurs) et 20,6 % d'inactifs,. Depuis 2008, le taux de chômage communal (au sens du recensement) des 15-64 ans est supérieur à celui de la France et du département.
La commune fait partie de la couronne de l'aire d'attraction d'Albi, du fait qu'au moins 15 % des actifs travaillent dans le pôle,. Elle compte 66 emplois en 2018, contre 73 en 2013 et 72 en 2008. Le nombre d'actifs ayant un emploi résidant dans la commune est de 197, soit un indicateur de concentration d'emploi de 33,4 % et un taux d'activité parmi les 15 ans ou plus de 58,4 %.
Sur ces 197 actifs de 15 ans ou plus ayant un emploi, 49 travaillent dans la commune, soit 25 % des habitants. Pour se rendre au travail, 85,4 % des habitants utilisent un véhicule personnel ou de fonction à quatre roues, 0,5 % les transports en commun, 4 % s'y rendent en deux-roues, à vélo ou à pied et 10,1 % n'ont pas besoin de transport (travail au domicile).

### Activités hors agriculture
27 établissements sont implantés  à Ambialet au 31 décembre 2019.
Le secteur du commerce de gros et de détail, des transports, de l'hébergement et de la restauration est prépondérant sur la commune puisqu'il représente 37 % du nombre total d'établissements de la commune (10 sur les 27 entreprises implantées  à Ambialet), contre 26,7 % au niveau départemental.

### Agriculture
La commune est dans le Segala, une petite région agricole située dans le nord-est du département du Tarn. C’est la relative pauvreté du sol de cette région où ne poussait jadis que le seigle qui a donné son nom à cette aire géographique. Situé en moyenne altitude, le Ségala s’étend sur des territoires vallonnés et riches en schiste. En 2020, l'orientation technico-économique de l'agriculture  sur la commune est la polyculture et/ou le polyélevage.
|               | 1988  | 2000  | 2010  | 2020  |
| ------------- | ----- | ----- | ----- | ----- |
| Exploitations | 49    | 32    | 24    | 18    |
| SAU (ha)      | 1 384 | 1 324 | 1 161 | 1 198 |

Le nombre d'exploitations agricoles en activité et ayant leur siège dans la commune est passé de 49 lors du recensement agricole de 1988  à 32 en 2000 puis à 24 en 2010 et enfin à 18 en 2020, soit une baisse de 63 % en 32 ans. Le même mouvement est observé à l'échelle du département qui a perdu pendant cette période 58 % de ses exploitations,. La surface agricole utilisée sur la commune a également diminué, passant de 1384 ha en 1988 à 1198 ha en 2020. Parallèlement la surface agricole utilisée moyenne par exploitation a augmenté, passant de 28 à 67 ha.

## Culture locale et patrimoine

### Lieux et monuments
- Église Notre-Dame de Bonneval.
- Église Saint-Pierre d'Ambialet.

### L'église paroissiale Notre-Dame
- Église de Notre-Dame dite Notre-Dame de la Capelle d'Ambialet.

Longtemps appelée Notre-Dame-de-la-Chapelle, c'est une ancienne chapelle castrale dédiée à la Vierge Marie.

### Le prieuré
- Église de Notre-Dame dite Notre-Dame du prieuré d'Ambialet.

Magnifique prieuré situé en hauteur, dans la boucle du Tarn.

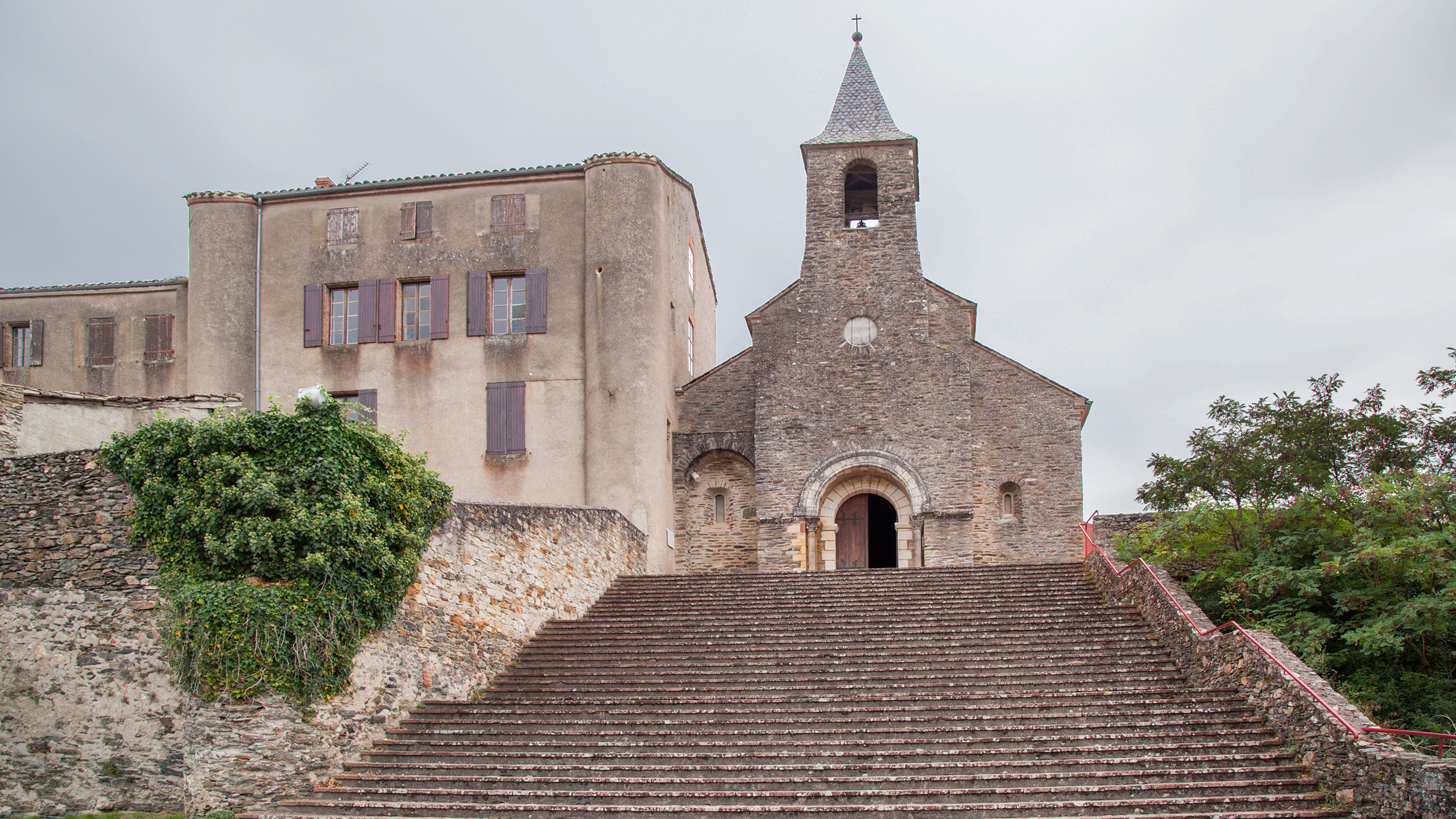

L'actuelle église Notre-Dame et le prieuré sont mentionnés dans le même acte en 1057.
Frotaire II, évêque de Nîmes, et son neveu Raymond-Bernard Trencavel, vicomte d'Albi, cèdent "le mont qu'on appelle de la Voute" près du castrum d'Ambialet hérité de ses parents à Dieu et "à l'autel de sainte Marie situé en ce lieu dans une église d'antique fondation".
Le prieuré est donné à l'abbaye Saint-Victor de Marseille avec l'église paroissiale d'Ambialet.
Frotaire, Raymond-Bernard associé à sa femme Ermengarde, donnent en 1076 la dîme de tout cens qu'ils ont dans le mandement d'Ambialet, c'est-à-dire sur les paroisses de Calvin, la Condomine, Bonneval, Crespinet, Fabas et Courris.
En 1079, le pape Grégoire VII confirme à l'abbé Bernard les possessions de Saint-Victor. Cet acte est renouvelé en 1135 par le pape Innocent II.
Quand, en 1150, Raimond Ier Trencavel succède à Roger Ier Trencavel, il renonce à son droit d'albergue dans le prieuré.
La croisade des Albigeois entraîne la chute de la famille de Trencavel et donc de leur appui qui avait permis l'accroissement des biens dépendant du prieuré. Les campagnes de Simon de Montfort ne semblent pas avoir eu d'autres conséquences sur le prieuré. Cette disparition de la famille fondatrice va conduire à un déclin de la vie conventuelle au XIIIe et XIVe siècles.

### La croix d'Ambialet
Datée de 1759, elle est inscrite aux Monuments Historiques depuis le 20 octobre 1971.

### L'église Saint-Gilles
- Ancienne église Saint-Gilles d'Ambialet.

Construite au XIIIe siècle sur une falaise rocheuse en bordure du Tarn, elle a été relevée récemment.

### Château d'Ambialet
Appelé, le Castella, c'est un ancien château-fort qui figure dans les armoiries de la ville.
Entièrement ruiné, sa plateforme en hauteur se voit encore à l'entrée de la boucle du Tarn où se trouve le prieuré, derrière l'église qui est l'ancienne chapelle castrale.
Il a existé avant ce château, appelé Châteauneuf dans les anciens documents (dans un traité de paix de 1142), un châteauvieux qui appartenait aux comtes de Toulouse.
Il était le siège de la vicomté.

### Château du Colombié
Petit château en partie démoli au milieu du XIXe siècle, il appartenait à un rameau de la famille Del Puech.

### Personnalités liées à la commune
- Pierre Dalmond (1800-1847), né à Ambialet, prêtre missionnaire il meurt Vicaire apostolique de Madagascar[41].